# Sidoumoukar (Iolonioro)
Pour les articles homonymes, voir Sidoumoukar.
Ne doit pas être confondu avec Sidoumoukar-Hiro.
Sidoumoukar est un village du département et la commune rurale de Iolonioro (ou Nioronioro), situé dans la province de la Bougouriba et la région du Sud-Ouest au Burkina Faso.

## Géographie

### Démographie
- En 2006, le village comptait 239 habitants dont 62 % de femmes[1].